# Амирджанов, Руслан Рамиз оглы
Русла́н Рами́з оглы́ Амирджа́нов (азерб. Əmircanov Ruslan Ramiz oğlu; 1 февраля 1985, Мингечаур, Азербайджанская ССР, СССР) — азербайджанский футболист, полузащитник. Выступал за сборную Азербайджана.

## Биография
Футболом начал заниматься с 9 лет в  Мингечауре , а затем с 11 лет выступал за ДЮСШ города Баку. Первые тренеры — Ислам Керимов и Эльбрус Исмайлов.
Профессиональную футбольную карьеру начал в 2002 году с выступления в бакинской команде «Умид». Играл также в клубах премьер-лиги Азербайджана «Адлийя», «Стандард (Баку)» и «Карван (Евлах)».
С 2009 года защищал цвета флагмана азербайджанского футбола — клуба «Нефтчи». 
Вскоре Амирджанов перебрался в команду азербайджанской премьер-лиги «Интер (Баку)» 14 июля 2012 года.

## Достижения
- Чемпион Азербайджана: 2011/12   (в составе «Нефтчи»)
- Дважды Серебряный призёр чемпионата Азербайджана: 2005/06 (в составе «Карвана») , 2013/14 (в составе «Интера»)
- Трижды Бронзовый призёр чемпионата Азербайджана: 2004/05 (в составе «Карвана») ,  2012/2013 (в составе «Интера») , 2014/15 (в составе «Габала»)
- Обладатель Кубка Азербайджана с  «Кешля» в сезоне 2020/21

## Сборная Азербайджана
В 2008 году состоялся дебют в составе национальной сборной Азербайджана. Выступал в составе молодёжной (U-21) и юношеских сборных Азербайджана U-15, U-17 и U-19.